# آرون برايس
آرون برايس (بالإنجليزية: Aron Price)‏ هو لاعب غولف أسترالي، ولد في 6 مايو 1982 في سيدني في أستراليا.

## وصلات خارجية
- آرون برايس على موقع رابطة لاعبي الغولف المحترفين (الإنجليزية)
- آرون برايس على موقع التصنيف العالمي الرسمي للغولف (الإنجليزية)